# Thomas Nußbaumer
Thomas Nußbaumer (* 8. September 1966 in Hall in Tirol) ist ein österreichischer Musikwissenschaftler mit dem Schwerpunkt Volksmusikforschung/Ethnomusikologie.

## Werdegang
Nach dem Universitätsstudium in Innsbruck (Studium der Musikwissenschaft und Germanistik an der Leopold-Franzens-Universität Innsbruck, 1986–1992) erfolgten zunächst werkvertragliche Anstellungen am Tiroler Volksliedarchiv (1992–1995). Daneben arbeitete Nußbaumer als freier Kulturjournalist.
Seit dem 1. Juni 1995 ist Nußbaumer wissenschaftlicher Mitarbeiter am Innsbrucker Sitz der Universität Mozarteum Salzburg, Department für Musikwissenschaft, Fachbereich Musikalische Ethnologie. Seit 2000 leitet er den heutigen Fachbereich Musikalische Ethnologie am Mozarteum, seit 2010 (Habilitation an der Universität für Musik und darstellende Kunst Wien) steht er im Rang eines Ao. Universitätsprofessors für Volksmusikforschung. Seine Forschungs- und Publikationsschwerpunkte sind Musik und Brauch, Fasnacht, Volksmusik und Nationalsozialismus, Volksmusiküberlieferung im Alpenraum, insbesondere in Westösterreich und Südtirol. Er unternahm zahlreiche Feldforschungen in Westösterreich und Südtirol und bei den Old Order Amischen in Kalona, Iowa (USA). Seit Herbst 2006 leitet er auch den Kultur- und Forschungsverein "Institut für Volkskultur und Kulturentwicklung" (ivk) in Innsbruck.
Im November 2004 erhielt Nußbaumer den vom Bundesministerium für Wissenschaft und Forschung der Republik Österreich eingerichteten Walter-Deutsch-Preis in Anerkennung besonderer Leistungen auf dem Gebiet der Volksmusikforschung. Am 16. November 2012 erhielt er für seine Fasnachtsforschungen in Tirol und Südtirol, insbesondere für sein Buch „Fasnacht in Nordtirol und Südtirol. Von Schellern, Mullern, Wudelen, Wampelern und ihren Artgenossen“ (Innsbruck: Löwenzahn 2010) den „Forschungspreis der schwäbisch-alemannischen Fasnacht“, der biennal von der „Kulturstiftung der Schwäbisch-Alemannischen Fastnacht“ verliehen wird.